# جون إي. أوسبورن
جون إي. أوسبورن (بالإنجليزية: John E. Osborn)‏ هو رياضياتي أمريكي، ولد في 12 يوليو 1936 في أوناميا في الولايات المتحدة، وتوفي في 30 مايو 2011 في ماريلند في الولايات المتحدة.